# Elijah Just
Elijah Just, né le 1er mai 2000 à Palmerston North en Nouvelle-Zélande est un footballeur international néo-zélandais qui évolue au poste d'ailier droit au Motherwell FC.

## Biographie

### En club
Né à Palmerston North en Nouvelle-Zélande, Elijah Just est notamment formé par le Western Suburbs SC.
En 2018 il fait un essai avec le club allemand du Werder Brême mais n'obtient pas de contrat.
Le 7 mai 2019 est annoncé le transfert d'Elijah Just avec le club danois du FC Helsingør, le contrat prenant effet au 1er juillet 2019. Le club évolue en troisième division danoise lorsqu'il fait ses débuts avec le club. Il participe à la montée du FC Helsingør en deuxième division, le club obtenant son accession à l'issue de la saison 2019-2020.
Le 1er août 2022, Elijah Just rejoint l'AC Horsens, club venant tout juste d'être promu en première division danoise. Il signe un contrat de quatre ans, soit jusqu'en juin 2026.

### En sélection
Avec les moins de 20 ans il participe à la coupe du monde des moins de 20 ans en 2019. Il est titulaire, joue trois matchs et se fait remarquer en délivrant deux passes décisives lors de la victoire de son équipe face au Honduras (0-5) et en inscrivant un but en huitième de finale face à la Colombie, où son équipe s'incline aux tirs au but.
Elijah Just honore sa première sélection avec l'équipe nationale de Nouvelle-Zélande le 14 novembre 2019 face à l'Irlande. Il est titularisé au poste d'ailier gauche lors de cette rencontre où son équipe s'incline par trois buts à un.